# Taraxacum wijtmaniae
Taraxacum wijtmaniae  (лат.) — вид двудольных растений рода Одуванчик (Taraxacum) семейства Астровые (Asteraceae). Впервые описан ботаником А. А. Стерком в 1978 году.

## Распространение и среда обитания
Эндемик Нидерландов.
Встречается в прибрежной зоне, на песчаных, иногда солоноватых почвах.

## Ботаническое описание
Растение высотой 4—10 см.
Листья зеленоватые, сетчатые сверху, заострённые.
Соцветие-корзинка диаметром 2,5—3 см, заключено в тёмно-зелёную плотную обвёртку, несёт цветки тёмно-жёлтого цвета.
Число хромосом — 2n=24.